# Leiophasma nigrotuberculatum
Leiophasma nigrotuberculatum är en insektsart som först beskrevs av Ludwig Redtenbacher 1906.  Leiophasma nigrotuberculatum ingår i släktet Leiophasma och familjen Anisacanthidae.

## Underarter
Arten delas in i följande underarter:
- L. n. modestum
- L. n. nigrotuberculatum